# Rugby à XV en Espagne
Cet article traite du rugby à XV en Espagne.

## Histoire
Le rugby a été introduit en Espagne avant la Première Guerre mondiale. Toutefois, les événements ultérieurs tels que la guerre civile espagnole, qui fut particulièrement violente dans les bastions du rugby, a entravé son développement. 
Il existe traditionnellement quatre principales aires du rugby en Espagne : Madrid, Valladolid et la région de la Vieille-Castille, le Pays Basque et la région de la Catalogne en particulier autour de Barcelone.

## Organisation
La Fédération espagnole de rugby à XV a été fondée en 1923 et est un membre fondateur de Rugby Europe.

## Équipe nationale
L'équipe d'Espagne de rugby à XV représente le pays lors des rencontres internationales.

## Compétitions nationales
Le championnat d'Espagne de rugby à XV regroupe les meilleurs clubs d'Espagne.
La coupe d'Espagne de rugby à XV voient s'affronter l'ensemble des clubs d'Espagne dans un format à élimination.
La Supercoupe d'Espagne de rugby à XV est une compétition de rugby à XV qui oppose depuis 2003 le vainqueur du championnat d'Espagne au vainqueur de la coupe d'Espagne.

## Popularité
Il y a plus de 51 123 joueurs licenciés de rugby en Espagne, avec plus de 220 clubs à travers le pays. Les taux de participation au rugby à XV ont fait un bond de 20% dans la région de Madrid au cours des deux années suivant la participation de l'équipe nationale à leur première Coupe du monde de rugby à XV en 1999. 
Le 4 novembre 2014, la ligue professionnelle de rugby à XV de France a annoncé que la finale 2015-2016 du championnat de France aura lieu au Camp Nou à Barcelone le 24 juin 2016. La finale du Top 14 a traditionnellement lieu au Stade de France dans la banlieue parisienne, à Saint-Denis. Toutefois, le calendrier de la Coupe du Monde de Rugby 2015 décale de plusieurs semaines la saison 2015-2016, le Stade de France étant indisponible à la nouvelle date, en raison de l'organisation de l'Euro de football 2016 sur le territoire français.
Le 17 avril 2016, dans ce qui est considéré par beaucoup comme une étape dans la popularité croissante du rugby en Espagne, une foule de 26 500 personnes ont assisté à la finale de la coupe d'Espagne au Estadio Nuevo José Zorrilla de Valladolid. Ce fut la 6e fois qu'un match a guichets fermés se jouait dans ce stade depuis son inauguration en 1982, y compris les matchs de football. Le roi d'Espagne Felipe VI et des hommes politiques de premier plan comme le leader du Parti socialiste ouvrier espagnol Pedro Sánchez (politique espagnol) et le vice-président Soraya Sáenz de Santamaría ont assisté à la rencontre

## Joueurs notables
L'acteur oscarisé Javier Bardem a joué pour les équipes nationales d'Espagne de moins de 16 ans, de moins de 18 ans et brièvement en senior. Bardem a été cité disant « être un joueur de rugby en Espagne est comme être un toréador au Japon »,.
D'autres joueurs espagnols notables incluent :
- Alberto Malo, a joué pour Freyberg RC (Taranaki RFU) en Nouvelle-Zélande et l'un des premiers joueurs espagnols présent sur la scène mondiale.
- Gabriel Rivero
- Jon Azkargorta
- Jaime Gutiérrez
- Jon Etxeberria
- Javier Morote
- Raphaël Bastide, a joué professionnellement pour Perpignan, Colomiers et, depuis 2004 pour Auch.
- Alfonso Feijoo, avec 22 sélections pour l'Espagne au cours de sa carrière.
- David Mota, CRC Madrid
- Francisco Puertas Soto, sélectionné 93 fois par l'Espagne de 1994 à 2001.
- Oriol Ripol, ailier pour les Sharks en Guinness Premiership, anciennement avec Northampton.
- Diego Zarzosa, deuxième joueur espagnol dans les Barbarians